# Репрезентација Белорусије у хокеју на леду
Хокејашка репрезентација Белорусије је хокејашки тим Белорусије и под контролом је Хокејашког савеза Белорусије. Репрезентација се међународно такмичи од 1992. године.
Хокејашка репрезентација Белорусије је десет пута учествовала на Светском првенству. Најбољи пласман је остварила на Светском првенству 2006. у Летонији када је заузела шесто место.
На Олимпијским играма учествовали су три пута. Највећи успех им је било четврто место 2002. године.
У Белорусији има укупно 3.302 регистрованих играча.
Премијерну утакмицу Белорусија је одиграла у Минску против Украјине, 7. новембра 1992. године и у том мечу су поражени 4:1. Најтежи пораз Белоруси су доживели од Финске и Канаде резултатом 11:2. Највећу победу остварили су против Литваније 1996. године када су победили резултатом 21:1.
Највише наступа имао је Александар Макрицкиј, који је одиграо 175 меча за репрезентацију. Најефикаснији играч са укупно 114 поена је Андреј Скабелка.

## Олимпијске игре
- 1994. – Нису се квалификовали
- 1998. – 7. место
- 2002. – 4. место
- 2006. – Нису се квалификовали
- 2010. – 9. место

## Светско првенство
- 1994 - 22. место (2. Група Ц)
- 1995 - 21. место (1. Група Ц)
- 1996 - 15. место (3. Група Б)
- 1997 - 13. место (1. Група Б)
- 1998 - 8. место
- 1999 - 9. место
- 2000 - 9. место
- 2001 - 14. место
- 2002 - 17. место (1. место, Дивизија I, Група А)
- 2003 - 14. место
- 2004 - 18. место (1. место, Дивизија I, Група А)
- 2005 - 10. место
- 2006 - 6. место
- 2007 - 11. место
- 2008 - 9. место
- 2009 - 8. место
- 2010 - 10. место
- 2011 - 13. место
- 2012 - ?